# Christian Lorenz

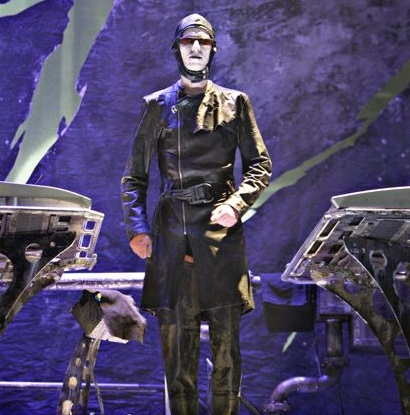
Flake Lorenz.

Christian «Flake» Lorenz (Berlín Oriental, 16 de noviembre de 1966) es un músico alemán, teclista de la banda de Neue Deutsche Härte Rammstein y antiguo integrante en la banda de punk rock Feeling B.

## Biografía
Lorenz se crio y aún vive en el barrio berlinés de Prenzlauer Berg, en la actualidad parte del distrito de Pankow.

## Feeling B
En 1983, con 17 años, empezó a tocar en la banda Feeling B junto a Paul Landers y Aljoscha Rompe, un suizo que vivía en Berlín Oriental. Durante años compartió piso con Landers. Permaneció en la banda durante unos diez años.

## Rammstein
Después de que Rammstein, formado por Till Lindemann, Richard Z. Kruspe, Christoph Schneider y Oliver Riedel, ganara en 1994 el concurso Berlin Senate Metro, Landers y Lorenz se unieron al grupo, este último con la condición de que cantaran en alemán. Flake Lorenz se encarga de añadir comicidad e histrionismo a las actuaciones de la banda. Además de tocar los teclados, Lorenz cantó en inglés en la versión de Pet Sematary de los Ramones publicada en 2001 en el sencillo Ich will.

## Discografía
Rammstein
- Herzeleid (1995)
- Sehnsucht (1997)
- Mutter (2001)
- Reise, Reise (2004)
- Rosenrot (2005)
- Liebe ist für alle da (2009)
- Rammstein (2019)
- Zeit (2022)

Feeling B
- Hea Hoa Hoa Hea Hea Hoa (1989)
- Wir kriegen euch alle (1991)
- Die Maske des Roten Todes (1993)
- Grün & Blau (2007)

Solitario
- Flake feiert Weihnachten (2024)